# Josep Aulet i Fiol
Josep Aulet i Fiol (l'Esquirol, Osona, 21 de juny de 1881 - 28 de febrer del 1956) fou capellà i músic català.

## Biografia
Els seus pares també havien nascut a l'Esquirol: Joan Aulet i Garolera, fuster, i Maria Fiol Viguer, que morí de tifus un any després de donar a llum el seu únic fill, Josep. Aquest, que ja a l'edat de nou anys manifestà vocació religiosa, ingressà al Seminari de Vic dos anys abans del que era habitual. Va seguir els dotze cursos de la carrera eclesiàstica, primer a Vic i després a Barcelona. Paral·lelament a la carrera de capellà també va fer estudis musicals i, quan tenia vint anys, va compondre un rèquiem tres veus amb motiu de la mort d'un capellà que coneixia. Per aquesta composició, el bisbe el va felicitar personalment.
El 1902, essent encara dos anys massa jove per cantar missa, demanà que se li permetés dedicar aquest temps a la seva formació musical. D'aquesta manera, es matriculà al Conservatori Municipal de Música de Barcelona, on rebé classes de professors com ara Joan Bautista Lambert.
Josep Aulet fou ordenat sacerdot a l'església de Sant Felip Neri, a Barcelona, el 24 de setembre de 1904, i gairebé tres mesos després, va ser destinat a Sant Llorenç de Campdevànol, la que va ser la seva primera parròquia. Al cap de tres mesos fou traslladat a la parròquia de Santa Maria del Vilar (a Castellbell) on hi restà fins al mes de maig de 1906, en què fou nomenat coadjutor de Sant Esteve de Vilacetrú.
El mateix any, 1906, es convocaren oposicions per cobrir dues places d'organista, una a Olot i l'altra a Manlleu; Aulet quedà classificat en primer lloc i optà pel càrrec de Beneficiat Organista de la parròquia de Santa Maria de Manlleu. A partir d'aquest moment compaginà les obligacions del sacerdoci amb la dedicació a la música i la composició. Dirigí el cor de la Capella de Santa Maria i l'escolania infantil del col·legi de la Salle. A l'exili visqué a Bèziers, on continuà exercint la seva vocació musical. Mossèn Aulet passa també per Segovia i Mundaca i, acabada la Guerra Civil (1936-1939), dirigí el cor de Filles de Maria, integrat a la Schola Cantorum de Manlleu.
Fou compositor de 130 obres, la majoria de les quals religioses i algunes de populars. També fou autor de caramelles, en estil clàssic, setze de les quals encara es conserven. La Coral Regina de Manlleu, en un treball de recuperació del patrimoni musical de la vila enregistrà, el 1997, L'estel de Natzaret, obra de Josep Aulet del 1940. Les seves composicions estan dipositades a la biblioteca popular Bisbe Morgades de Manlleu. La música, de tradició clàssica i catalana, s'aparta de les masurques i passos-dobles de les caramelles del moment.
El poeta Francesc d'Assís Pujol i Escalé li dedicà un poema. El 1954, la vila de Manlleu el feu fill adoptiu i el 1965 posà el seu nom a un carrer —Carrer Mossèn Aulet— ubicat en el barri de l'Erm.

## Obres
- Domènech i Subiranas, Jordi (editor). L'estel de Natzaret; caramelles i peces curtes.  Manlleu: Fundació Rovira-Redorta, 1998. Enregistrada: Coral Regina. L'Estel de Natzaret.  Barcelona: Edicions Albert Moraleda, 1997.
- Hilari d'Arenys de Mar; Aulet, Josep. Goigs a llaor del benaventurat caputxí Sant Serafí de Montegranario, la seva festa, 12 d'octubre.  Tarragona: s.n., 1934.
- Goigs dedicats a Sant Esteve, patró de la Colònia Soldevila (Balsareny); Santa Filomena; Sant Josep; Sant Rafael (1937) i Sant Nicolau (1937), de Segòvia; Sant Esteve de Vila-setrú (1940); l'Assumpció de Maria Santíssima (1941); Sant Pere de Savassona (a Tavèrnoles, 1945); Sant Valentí de Navarcles (1945); Sant Isidre Llaurador (1946); Sant Roc (sobre una melodia popular del Collsacabra, 1948); Sant Andreu de Pruit (1949)
- Ompleni el temple, sardana enregistrada
- La Passió (1946)